# Bernhard Müller (homme politique suisse)
Pour les articles homonymes, voir Müller.
Bernhard Müller, né le 16 avril 1931 à Scharnachtal (originaire de Reichenbach im Kandertal) et mort le 26 mai 2020 à Frutigen, est une personnalité politique suisse, membre de l'Union démocratique du centre (UDC).
Il siège au gouvernement du canton de Berne de 1974 à 1990 et au Conseil national de 1979 à 1987.

## Biographie

### Origines et famille
Bernhard Müller naît le 16 avril 1931 à Scharnachtal, localité de la commune de Reichenbach im Kandertal, dans le canton de Berne. Il est originaire de la même commune.
Son père, Wilhelm Müller, est paysan de montagne ; sa mère est née Martha Walter.
Il épouse en 1957 Béatrice Aeschbacher, fille d'un maître à l'école normale et d'une institutrice.

### Études et parcours professionnel
Bernhard Müller étudie les sciences naturelles et l'économie aux universités de Berne, de Zurich et de Bâle, où il obtient un doctorat en 1965. Il est également titulaire depuis 1958 d'un diplôme d'enseignant de l'école normale du canton de Berne.
De 1962 à 1965, il dirige des projets suisses de développement au Népal et occupe une fonction d'expert pour le développement au Tibet, en Chine et en Inde. Il devient en 1966 chef de division à l'Office fédéral pour la protection de l'environnement, poste qu'il occupe jusqu'en 1974. Il est à ce titre délégué du Conseil fédéral auprès de l'Organisation de coopération et de développement économiques, de l'Organisation des Nations unies pour l'alimentation et l'agriculture et du Conseil de l'Europe.
Il est en parallèle chargé d'enseignement à l'École polytechnique fédérale de Lausanne.

### Parcours politique
Bernhard Müller est membre de l'UDC.
Il siège au Conseil-exécutif du canton de Berne de 1974 à 1990. Il y est responsable de la direction de l'économie et préside le gouvernement en 1977-1978 et 1987-1988,. Il annonce en août 1989 qu'il ne se présentera pas pour un cinquième mandat en 1990. Lors de son quatrième mandat, il doit composer avec une majorité rose-verte au gouvernement.
Il siège également au Conseil national de 1979 à 1987, année où l'interdiction du cumul des mandats fédéraux et cantonaux entre en vigueur dans le canton de Berne. Cette même année, il retire sa candidature à la succession de Leon Schlumpf au Conseil fédéral, en raison de l'affaire des caisses noires.

### Autres mandats
Il est président de la Fédération suisse du tourisme et de la Fédération suisse de pêche.

### Activités post-politique
À partir de 1990, il travaille comme écrivain indépendant et expert en développement au Népal, au Tibet et en Chine, où il organise par ailleurs des voyages culturels avec l'entreprise Ernst Marti (de).

## Distinctions
- 2006 : citoyen d'honneur du Népal[1]

- 2015 : prix des droits de l'homme de la section suisse de la Société internationale pour les droits de l'homme[1]

## Publications
- La pratique de la Commission fédérale des banques, Zurich, Schulthess, 1987, 116 p. (ISBN 3725524912)
- (de) Chärder : Geschichten, Berne, Hans Erpf (de), 1990, 162 p. (ISBN 3905517132)
- (de) Das Tal von Dhor Patan : die Geschichte der tibetischen Khamba und Lugru, die an den Südfuss des Dhaulagiri geflüchtet sind : Roman, Berne, Hans Erpf (de), 1993, 325 p. (ISBN 3905517647)
- (de) Lo Mantang : Königreich am Rande der Einsamkeit, Berlin-Steglitz, Éditions Frieling (de), 1995, 160 p. (ISBN 3890098436)
- (de) Die Macht des Bösen : Schöpfung auf Bestellung, Berlin-Steglitz, Éditions Frieling (de), 1996, 253 p. (ISBN 3828001092)
- (de) Tibet : Schrei der Wildgänse : neueste Reisebeobachtungen, Berlin-Steglitz, Éditions Frieling (de), 1997, 173 p. (ISBN 3828004091)
- (de) Das Phänomen Tibet : gestern, heute, morgen : Impressionen eines Experten, Berlin-Steglitz, Éditions Frieling (de), 2001, 176 p. (ISBN 3828013988)
- (de) Himalaja : Wunder auf Schritt und Tritt, Thoune, Weber, 2008, 148 p. (ISBN 9783909532292)